# Haplogonaria minima
Haplogonaria minima är en plattmaskart som först beskrevs av Westblad 1946.  Haplogonaria minima ingår i släktet Haplogonaria och familjen Haploposthiidae. Inga underarter finns listade i Catalogue of Life.